# Glossina longipalpis
Pour les articles homonymes, voir Mouche et Goma Tsé-Tsé.
Espèce
Glossina longipalpis est l'une des 23 espèces reconnues de mouches tsé-tsé (genre Glossina) et appartient au groupe des glossines des savanes (sous-genre Glossina (Glossina)). Cette espèce peut transmettre la maladie du sommeil au bétail et à la faune sauvage, alors qu’actuellement elle ne semble pas jouer de rôle dans la transmission de la forme humaine de la maladie.

## Répartition

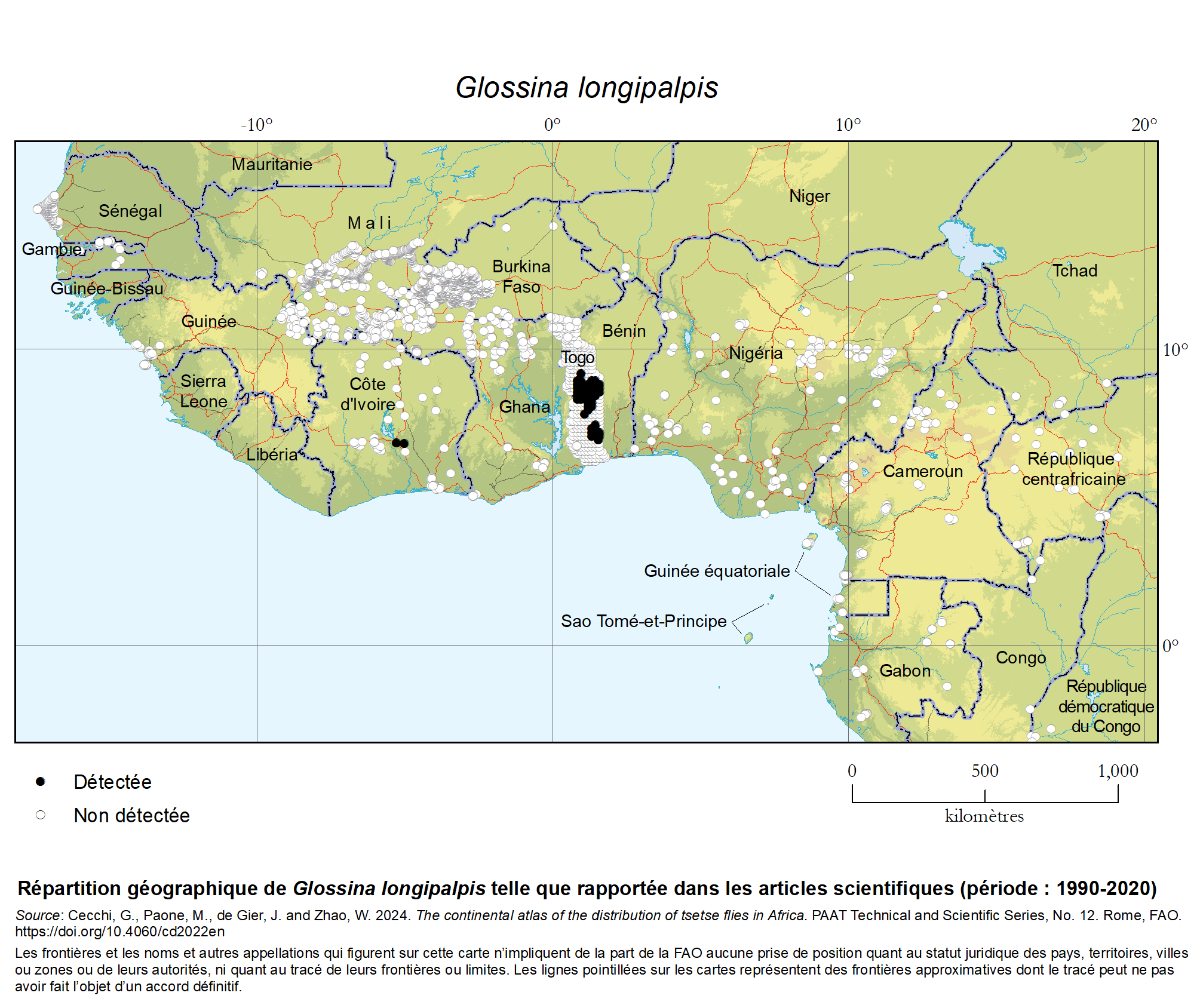
Aire de répartition de Glossina longipalpis telle que rapportée dans les articles scientifiques (période 1990-2020).

Glossina longipalpis était présente en Afrique de l'Ouest et en Afrique centrale, du Sénégal à la République démocratique du Congo. Cependant, à partir de 1990 (la plupart des rapports remontant à ces années là), l'espèce ne semble désormais être présente que dans quatre pays : le Bénin, la Côte d’Ivoire,, le Nigeria et le Togo.

## Systématique
Le nom valide complet (avec auteur) de ce taxon est Glossina longipalpis Wiedemann, 1830,.

### Publication originale
- (de + la) Christ. Rudolph Wilh. Wiedemann, Aussereuropäische Zweiflügelige Insekten, t. 2, Hamm, Schulzischen Buchhandlung, 1830, 684 p. (lire en ligne), p. 254.